# Dendrocopos owstoni
Dendrocopos owstoni, "amamispett", är en fågel i familjen hackspettar inom ordningen hackspettartade fåglar med mycket begränsad utbredning i södra Japan. Den behandlas oftast som underart till vitryggig hackspett (Dendrocopos leucotos).

## Kännetecken

### Utseende
"Amamispetten" är en relativt stor (25-28 cm), svartvit hackspett, mycket lik dess nära släkting vitryggig hackspett. Den skiljer sig dock från geografiskt närmaste formen namiyei genom större storlek, längre vingar och näbb, mycket mindre inslag av vitt på vingar och stjärt och mer beigefärgad på ansikte haka, och strupe. Vidare är bröstsidorna och flankerna svarta snarare än streckade i svart och beigevitt och bildar på så sätt ett bröstband. Hanen är även blekare röd på hjässan och matt eldröd istället för skär på buk och undergump.

### Läten
Bland lätena hörs korta "gig" eller som varningsläte serier med "kyig". Arten trummar relativt snabbt och länge.

## Utbredning och systematik
Denna fågel återfinns enbart på ön Amami-Ōshima i Ryukyuöarna i södra Japan. Vanligen behandlas den som underart till vitryggig hackspett, men urskiljs sedan 2014 av IUCN och Birdlife International som egen art.

## Levnadssätt
Arten påträffas i gammal städsegrön lövskog, till stor del beroende av bokskogar. Den specialiserar sig på larver från trädgrävande insekter, men tar även adulta exemplar. Den ses enstaka, ibland i par, födosökande på döda träd. Fågeln häckar troligen mellan mitten av april och juni i ett uthackat hål rätt högt upp i en trädstam.

## Status och hot
Fågeln har ett mycket litet utbredningsområde och en världspopulation på uppskattningsvis endast 630 par. Internationella naturvårdsunionen IUCN kategoriserar den därför som nära hotad (NT). I dagsläget finns inget som tyder på att den är utsatt för något hot eller minskar i antal.

## Namn
Fågelns svenska och vetenskapliga namn hedrar Alan Owston (1853-1915), engelsk handlare, naturforskare och samlare boende i Japan 1871-1915.